# Ussel-d'Allier
Ussel-d'Allier este o comună în departamentul Allier din centrul Franței. În 1 ianuarie 2022 avea o populație de 168 de locuitori.

## Geografie

### Locație
Ussel-d'Allier este situat în departamentul sudic Allier, la 6,5 km est de A71, care leagă Parisul de Clermont-Ferrand, între ieșirea 11 din Montmarault și intersecția autostrăzii Gannat (A719). Orașul se află la o distanță de 13 km, la sud-vest de Saint-Pourçain-sur-Sioule, la 12 km nord de Gannat sau la 20 km vest-nord-vest de Vichy.

### Geologie și relief
Comuna acoperă 802 de hectare; altitudinea sa variază între 262 și 390 de metri6.
Limba bourbonnaise are pentru limita vestică un lanț îngust și lung aproape rectiliniu. Înălțându-se semnificativ mai mult de 400 de metri altitudine față de vestul imediată al orașului Gannat, această ușurare continuă să curgă spre nord pentru aproape 20 km. Ussel-d'Allier este la jumătatea pantei de vest a acestui lanț. Deasupra lui Ussel, altitudinea rămâne peste tot 360 de metri. Acest lanț are două deschideri naturale. Primul a fost săpat de Sioule, care a luptat împotriva cheilor care duceau spre câmpia lui Allier Jenzat; Apoi trece prin Limagne Bourbonnaise, înainte de a se alătura Allier, la 7 km nord de Saint-Pourçain. A doua deschidere este decalajul La Marche, la capătul sudic al zonei comunale Ussel și la poalele satului Charroux. Diferența de înălțime dintre lățime ford Jenzat pe Sioule și trece mică este de numai 50 m la aproximativ 4 km distanță pe o pantă ușoară și substanțial obișnuit, în special în axa jgheabului larg (panta medie mai mică de 2 %).
Curenții care duc la această câmpie din Bouble au modelat un terorir de mici căldări în care expunerile naturale ale câmpurilor sunt diversificate. Toate aceste râuri curg dinspre sud-vest de la nord-est de marginea de est a Colettes forestiere sau dealuri care se extind spre est până la confluența lor cu Bouble.
Din Ussel, mergând spre vest, ne întâlnim în câmpie:
- Petit Ris sau Ris Madelot. Este cel mai apropiat de satul Ussel. Acesta se ridica 380 de metri deasupra nivelului mării, în jgheabul situată la vest imediată a Charroux, apoi se duce direct la La Flotte (285 m), unde intră pe teritoriul ussellois a primit două din La Marche. De la sursa de la La Flotte, există doar două kilometri distanță, dar o diferență de 100 de metri într-un jgheab îngust. Astfel, în timpul precipitațiilor, acest curent în general foarte pașnic se poate transforma într-un torent impetuos, ale cărui inundații bruște inundă toate zonele joase ale Ussel și Fourilles.
- Rage, care își are originea în reliefurile între Saint-Bonnet-de-Tizon și La Jonchère, prin Taxat-Senat, în cazul în care acesta este cultivat în Jeuge și a intrat în Boublon chiar înainte de cătunul Échiat.
- Grand Ris sau Boublon, care se ridică deasupra Saint-Bonnet-de-Tizon; se execută, în esență, de la sud-vest spre nord-est, trece prin orașele Chezelle Taxat-Senat, satul Leu, curbează apoi drumul său spre nord prin Fourilles înainte de confluența cu Bouble în marginea de nord a acestui sat.
- Bouble curge în limita nordică a câmpiei, de-a lungul unor reliefuri abrupte sau în cheile Chantelle; Singurul punct de trecere ușor este Chantelle-la-Vieille.

Câmpia de la poalele satului Ussel era inițial un lac mare cuaternar. Eroziunea sa umplut treptat. Cu toate acestea, dominată pe toate părțile de dealuri, câmpia a rămas, de-a lungul secolelor, o vastă zonă de mlaștini hrănite de curenți și de multe surse. Nu a fost decât până în secolul al XVIII-lea că aceste mlaștini au fost remediate, transformate în terenuri agricole și cultivate. Dar numele lor vechi sunt perpetuate de cartea funciară: marsh Font, mlastini Fleet, Marsh Palle, mare Marsh, mlastini Marsh Mill Renan Leu. Dar aceste denumiri se aplică acum la bucăți de teren cultivat.

### Habitat
Habitatul actual se întinde pe mlaștini vechi pentru mai mult de doi kilometri în lungime. Cartierele sunt, 325 m nord-est la 280 m la sud-vest, Croizette Cognet, numit Village până la fântâna din secolul al XIX-lea, a Menutons Palle, Baillie și la capătul sudic mlaștina Flotei spune de obicei Flota.
Mai departe spre nord și izolat de acest ansamblu, între 280 și 270 de metri deasupra nivelului mării, vechiul sat Leu se întinde pe câmp pentru un kilometru lung; primele sale case sunt la un kilometru distanță de cei din sat.
Cetatea Marais, singură în mijlocul câmpurilor, la un kilometru la vest de sat, completează habitatul actual.
Multe case au fost reabilitate timp de trei decenii, unele case noi au fost construite în ultima jumătate de secol. Cu toate acestea, din moment ce un timp foarte lung, aproape nu a fost construită o locuință în afara grupurilor deja existente de case. Această distribuție spațială este doar scheletul rezidual al unei aglomerări a satelor care, timp de secole, a fost de patru până la cinci ori mai populată decât acum.

### Rețea de transport
Crossroads între drumurile departamentale 115 și 223.
Teritoriul municipiului este traversat de drumurile departamentale 115 (racordarea Fourilles către Charroux) și 223 (de la Taxat-Senat la Etroussat).
În partea de sud-est, D 35 traversează granița municipală cu Saint-Germain-de-Salles (legătura Saint-Pourçain-sur-Sioule cu Ébreuil), în timp ce la sud- cu Charroux.

## Etimologie
Ussel vine de la uxellos galic care însemna un loc înalt.
D'Allier va fi adăugat la numele satului în 1913.

## Istorie
Istoria sa se datorează parțial poziției sale geografice. Poziționată pe o pantă de vest a dealurilor, între mlaștini și vârfurile unui deal foarte lung: satul controlează singurul guler mic ușor pe 12 kilometri de această linie lungă de creastături.

## Perioade neolitice și galice
Situl și împrejurimile au fost locuite încă din perioada neolitică.
Drumul preistoric a permis să hrănească Limagnes în sarea oceanică, eliberându-se de relieful Auvergnei și vremea rea. A trecut prin trecere și este în prezent limita sudică a orașului.
În epoca fierului, în decursul secolelor de independență galică și cu mult înainte de cucerirea romană, satul și trecerea au fost la punctul de întâlnire dintre teritoriul Bituriges la nord și vest și cel al lui Arvernes la sud.
Perioada romană și gallo-romană
După cucerirea Galiei de către Iulius Cezar, romanii fac acest traseu de sare străvechi unul dintre cele mai mari drumuri pavate și cu circulație dublă a imperiului lor. A legat capitala Galiei, Lyon, de principalele orașe ale coastei atlantice.
În acest moment se construiește vila romană numită Uxellum, pe marginea mlaștinilor.
După ce a devenit Gallo-Roman, infrastructura materială și socială nu supraviețuiește marilor invazii. Satul, cu locuințe până acum împrăștiate peste trei kilometri la poalele munților, lângă numeroasele izvoare, se îndoaie pe platoul mic din La Croizette, care va fi inima timp de multe secole.